# Gatas Parlament
Gatas Parlament är en norsk hiphop-grupp bestående av Elling ("Batman Zedong") Øgrim Borgersrud och Aslak Øgrim Borgersrud samt DJ:n Don Martin (Martin Raknerud), som har huvudstaden Oslo som hemstad.
Gruppen kallas ibland felaktigt för Gatans Parlament av svenskar.

## Historik
På grund av sina vänsterpolitiska texter samt att de rimmar på sitt modersmål jämförs de ofta med svenska Looptroop från Västerås. Promoe, från Looptroop, gästar även på en del låtar, bl.a. på sången F.E.M.I.N.I.S.T. som är en omgjord version av amerikanska rapparen 50 Cents kvinnofientliga P.I.M.P. som kan höras på samlingsalbumet Bootlegs, B-sider & Bestiser från 2004.
Bröderna Aslak och Elling Borgersrud i Gatas Parlament är barnbarns barn till Tobias Immanuel Ögrim, som var chef för Frälsningsarmen i både Norge (1945–1948) och Sverige (1951–1956). Aslak Borgerud lämnade bandet 2011 och ersattes av André Alexander Molkom, också känd som "Jester".
På gruppens egen webbplats kan man ladda ner deras album samt andra osläppta spår helt gratis.

## killhim.nu

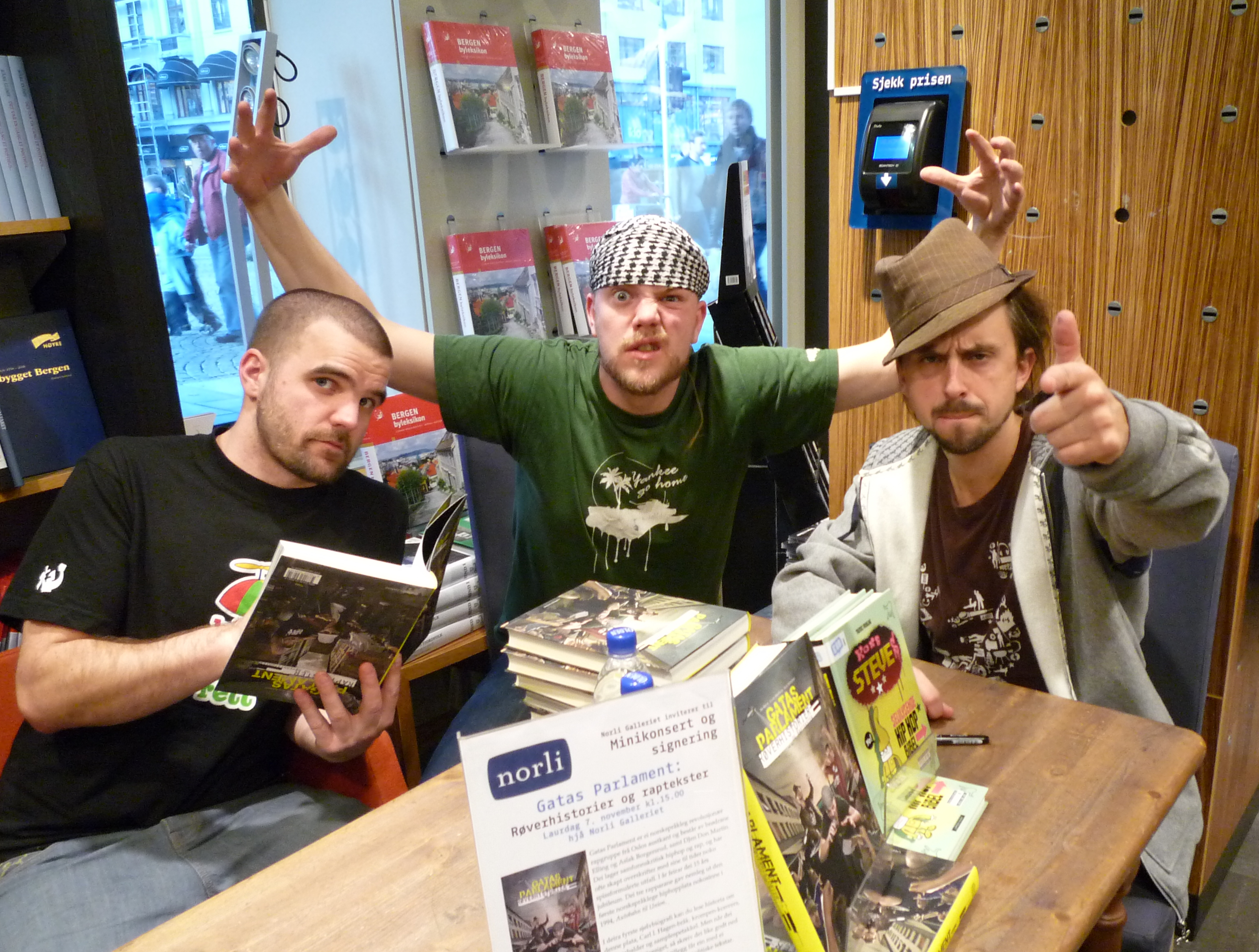
Gatas Parlament 2009.

Rap-trion stod även bakom kampanjen killhim.nu som med webbplatsen med samma namn gick ut på att samla in pengar till den person som tar livet av Förenta staternas dåvarande president George W. Bush. Trots att gruppen själv hävdar att de är emot mord skrev de på sajten "... att skjuta denna man räknas inte bara som självförsvar - det är det enda förnuftiga att göra".
Representanter från USA:s ambassad i Oslo kände sig kränkta och gjorde en polisanmälan varpå de ansvariga riskerade både böter och fängelse, men norska polisen ansåg dock kampanjen som satirisk och såg ingen grund till åtal.
I oktober 2004 blev, efter påtryckningar från den amerikanska ambassaden, webbplatsen nedlagd av den norska polisen.

## Diskografi
Album
- Holdning Over Underholdning (2001)
- Bootlegs, B-Sider & Bestiser (mixtape) (2004)
- Fred, Frihet & Alt Gratis (2004)
- 93 Til Infinity (mixtape) (2007)
- Kidsa har alltid rett (2008)
- Apocalypso (2008)
- Dette forandrer alt (2011)
- Gateplata (2011)
- Hold det realt (2016)

EP
- Autobahn til Union (1994)
- Slå Tilbake (1996)
- Counter Strike EP (med Hopalong Knut och Samvirkelaget) (2008)

Singlar
- "Naturkraft" (1997)
- "Stem Gatas Parlament" (1999)
- "La Raseriet Strømme" (2001)
- "Nå Om Da'n" (2002)
- "Bombefly" (2004)
- "Ungdommens råskap" (2004)
- "Kammerater" (2004)
- "Itjnå som kjæm tå sæ sjøl" (2007)
- "Til ungdommen" (2008)
- "Selv de med tro" (2008)
- "Harde kår" (2008)
- "Asylhotell Ritz" (2009)
- "Naboklager 2.0" (2011)